# Suisse au Concours Eurovision de la chanson 2017
La Suisse est l'un des quarante-deux pays participants du Concours Eurovision de la chanson 2017, qui se déroule à Kiev en Ukraine. Le pays est représenté par le groupe Timebelle et leur chanson Apollo, sélectionnés via Die grosse Entscheidungsshow. Le pays ne parvient pas à se qualifier pour la finale de l'Eurovisio, terminant 12e avec 97 points en demi-finale.

## Sélection
Le diffuseur suisse confirme sa participation le 18 mai 2016, reconduisant l'émission télévisée Die grosse Entscheidungsshow pour choisir son représentant au Concours 2017. Six artistes y ont concouru pour représenter la Suisse au Concours Eurovision de la chanson 2017. Le télévote détermine le gagnant.
| Ordre | Artiste       | Chanson             | Votes   | Place |
| ----- | ------------- | ------------------- | ------- | ----- |
| 1     | Nadya         | The Fire in the Sky | 18,02 % | 2     |
| 2     | Ginta Biku    | Cet air là          | 8,31 %  | 4     |
| 3     | Michèle       | Two Faces           | 11,44 % | 3     |
| 4     | Freschta      | Gold                | 6,79 %  | 6     |
| 5     | Shana Pearson | Exodus              | 7.56%   | 5     |
| 6     | Timebelle     | Apollo              | 47.88%  | 1     |

La finale est remportée par Timebelle avec sa chanson Apollo. Elle participera à la deuxième demi-finale diffusée le 9 mai 2017.

## À l'Eurovision
La Suisse participe à la deuxième demi-finale, le 11 mai 2017. Arrivé 12e avec 97 points, le pays ne s'est pas qualifié pour la finale.